# Kingston (Illinois)
Kingston es una villa ubicada en el condado de DeKalb en el estado estadounidense de Illinois. En el Censo de 2010 tenía una población de 1164 habitantes y una densidad poblacional de 441,91 personas por km².

## Geografía
Kingston se encuentra ubicada en las coordenadas 42°6′4″N 88°45′48″O / 42.10111, -88.76333. Según la Oficina del Censo de los Estados Unidos, Kingston tiene una superficie total de 2.63 km², de la cual 2.57 km² corresponden a tierra firme y (2.46%) 0.06 km² es agua.

## Demografía
Según el censo de 2010, había 1164 personas residiendo en Kingston. La densidad de población era de 441,91 hab./km². De los 1164 habitantes, Kingston estaba compuesto por el 94.42% blancos, el 0.77% eran afroamericanos, el 0.34% eran amerindios, el 0.43% eran asiáticos, el 0% eran isleños del Pacífico, el 2.49% eran de otras razas y el 1.55% pertenecían a dos o más razas. Del total de la población el 9.71% eran hispanos o latinos de cualquier raza.